# 四谷警察署
四谷警察署（よつやけいさつしょ）は、警視庁が管轄する警察署の一つである。第四方面本部所属。署員数およそ320名、大規模警察署であり、署長は警視正。
新宿区の南部を管轄している。東京都道319号環状三号線（外苑東通り）に面している。識別章所属表示はPF。2015年（平成27年）から警察署庁舎建替の為に仮庁舎（新宿区新宿1-26-12）にて業務を行っていたが、2020年（令和2年）5月16日より、新庁舎にて業務を開始した。

## 所在地
東京都新宿区左門町6番地5
交通・最寄駅：東京メトロ丸ノ内線四谷三丁目駅、総武線各駅停車信濃町駅

## 施設
- 代用監獄（留置場）

## 管轄区域
主に旧四谷区だった地域を管轄。
新宿区のうち、以下の町丁を管轄。特記のないものはその町丁の全域を管轄。
- 左門町
- 須賀町
- 信濃町
- 南元町
- 若葉一・二・三丁目
- 四谷一・二・三・四丁目
- 四谷本塩町
- 四谷三栄町
- 四谷坂町
- 荒木町
- 舟町
- 愛住町
- 大京町
- 内藤町
- 霞岳町
- 霞ヶ丘町
- 住吉町の一部（8番の一部）（それ以外の住吉町は牛込警察署の管轄）
- 片町
- 新宿一・二丁目、三丁目（一部を除く）、四丁目、五丁目（一部を除く）
  - （新宿三・五丁目の各一部、新宿六・七丁目は新宿警察署の管轄）
- 歌舞伎町一丁目の一部（1番の一部）
  - （前記以外の歌舞伎町一・二丁目は新宿警察署の管轄）

## 沿革
- 1872年（明治5年）5月13日 羅卒屯所開設。
- 1875年（明治8年）12月2日 第三方面第三警察署開設。
- 1881年（明治14年）
  - 1月14日 伝馬町警察署に改称。
  - 3月21日 四谷警察署に改称。

## 組織
- 警務課
- 会計課
- 交通課
- 警備課
- 地域課
- 刑事組織犯罪対策課
- 生活安全課

## 交番
- 追分交番（新宿区新宿三丁目4番4号先）
- 御苑大通交番（新宿区新宿二丁目19番9号先）
- 信濃町交番（新宿区信濃町35番地8）
- 新宿交番（新宿区新宿二丁目8番1号）
- 新宿四丁目交番（新宿区新宿四丁目3番17号）
- 大京町交番（新宿区大京町28番地1）
- 花園交番（新宿区歌舞伎町一丁目1番13号）1993年（平成5年）5月に新宿・四谷警察署新宿地区交番から四谷署単独管轄となり、1996年（平成8年）9月2日に改称。
- 四谷三丁目交番（新宿区四谷三丁目10番地38）
- 四谷見附交番（新宿区四谷一丁目1番地先）

## 警備派出所
- 南元町警備派出所（新宿区若葉一丁目23番地） - 迎賓館赤坂離宮の西側に所在。

駐在所、地域安全センターはない。

## 主な出来事
- 1969年10月21日 - 国際反戦デーをアピールするデモ隊の一部が暴徒化して御苑大通交番を襲撃、放火される[1]。